# Defense Satellite Communications System
O Defense Satellite Communications System (DSCS) é uma frota de satélites que fornecem comunicações militares aos Estados Unidos para apoiar os usuários militares distribuídos globalmente. O DSCS será substituído pelo sistema Wideband Global SATCOM (WGS), que de acordo com a United Launch Alliance, citado em Spaceflight Now, "Um único satélite WGS tem tanta largura de banda que toda a constelação DSCS existente". Um total de 14 satélites DSCS III foram lançados entre o início de 1980 e 2003, dois satélites foram lançados a bordo do ônibus espacial Atlantis, em 1985, durante a missão STS-51-J. De acordo com a USAF, no início o ano de 2008 a maior parte dos satélites da frota ainda estavam em serviço. As operações do sistema DSCS estão atualmente gerido pela 3d Space Operations Squadron.